# And.Love.Again.
『And.Love.Again.』（アンド.ラブ.アゲイン.）は、日本の歌手広瀬香美の12枚目のアルバム。2012年12月5日、ビクターエンタテインメントからリリースされた。

## 収録曲
- 全作詞・作曲：広瀬香美
- 編曲：村山晋一郎（1,4,7,9）高橋圭一（2,3,6,10）広瀬香美（5,8）

1. Love again (5:07)
  - アルペン「スポーツデポ」CMソング
2. 冬の恋がスピードアップ (4:41)
3. サビよ来い (5:10)
4. サヨナラカラ (4:35)
5. Message (5:30)
6. アイスクリームとおでん (4:39)
7. 3S〜スリル・スピード・サプライズ〜 (5:11)
8. 好きで好きで (4:28)
9. キャリーバッグ (5:51)
10. You're my hero (6:22)